# Savior Sorrow
Savior Sorrow è il sesto album del gruppo alternative metal Mushroomhead pubblicato nel 2006 da Megaforce Records.

## Il disco
Savior Sorrow è il terzo album in studio del gruppo. Alla voce, al posto del frontman Jason "J. Mann" Popson, c'è Waylon Reavis. Il disco doveva originariamente essere pubblicato il 6 giugno 2006, ma è stato rinviato al 19 settembre negli Stati Uniti, mentre le versioni d'oltremare sono state pubblicate a metà ottobre dello stesso anno.

## Tracce
1. 12 Hundred – 3:21
2. Simple Survival – 3:15
3. Damage Done – 3:40
4. Save Us – 3:46
5. Tattoo (con Sean Kane dei Gizmachi) – 4:07
6. Erase the Doubt – 4:16
7. Burn – 2:53
8. Just Pretending – 4:12
9. The Need – 4:56
10. Cut Me – 5:24
11. The Fallen – 4:22
12. Embrace the Ending – 4:53

Tracce bonus della FYE Edition
1. Burn (Original Recording) – 3:03

Tracce bonus della Best Buy Edition
1. Whole World Calling (Embrace The Ending demo version) – 2:07
2. The Fallen (demo version) – 4:26